# Сильвестр (Четвертинский)
Епископ Сильвестр (в миру князь Сергей Вячеславович Святополк-Четвертинский; ум. 14 февраля 1728) — епископ Мстиславский, Оршанский и Могилёвский (1707—1728).

## Биография
Представитель волынского княжеского рода Святополк-Четвертинских. Сын князя Вацлава (Вячеслава) Святополк-Четвертинского (ум. 1694), подкомория луцкого, ловчего волынского и хорунжего житомирского, и Людвики Войны-Оранской. Младшие братья — подсудок брацлавский Гавриил и подконюший литовский Януш.
Двоюродный брат Киевского митрополита Гедеона.
В 1704 году хиротонисан во епископа Мстиславского, Оршанского и Могилёвского из игуменов Четвертинского монастыря.
В 1707 года прибыл в Могилёв, но вскоре вынужден был покинуть кафедру, так как шла война со Швецией и через Могилёв постоянно проходили войска. Ввиду военного положения епископ Сильвестр вынужден был жить в своем монастыре в Четвертне на Волыни.
С прекращением военных действий переехал в свою епархию, где испытал много гонений от поляков и униатов. На него посылали доносы. Он получил даже сабельные ранения за защиту незаконно обиженного священника. С жалобой на бесчисленные притеснения и обиды со стороны униатов он в 1722 году приехал в Москву к царю Петру I. Челобитная Сильвестра была рассмотрена Петром I и он вынес решение назначить в епархию комиссию для подробного исследования творимых униатами притеснений людям греческого вероисповедания.
В марте 1723 года он приехал в Кутеинский монастырь, поляки с униатами как бандиты ворвались в монастырь, избили братию монастыря, стреляли из пистолетов, рубили саблями, а самого владыку Сильвестра держали под арестом 14 часов.
В 1724 году у Сильвестра отняли загородный дом в селе Мошинках, пожалованный его предкам польским королём. Скончался 14 февраля 1728 году в Могилёве. Его брат Гавриил принял католичество, а внук последнего Антоний Станислав был повешен варшавской толпой за действия в интересах России.